# Pizidija
Pizidija (grško Πισιδία [Pisidía], latinsko Pisidia) je bila antična pokrajina v Mali Aziji. Mejila je na  Likijo, Karijo, Lidijo, Frigijo in Pamfilijo. Njeno ozemlje se približno ujema s sedanjo turško provinco Antalijo. Največja naselja v Pizidiji so bila  Termessos, Selge, Kremna, Sagalassos, Etenna,  Antiohija, Neapolis, Tiriak, Laodiceia Katakekaumene in Filomelij.

## Goeografija
Pokrajina leži v bližini Sredozemskega morja, vendar je topla sredozemska klima zaradi visokega gorskega grebena Taurusa ne doseže. Količina padavin je majhna: v goratem delu okoli 1.000 mm, v predgorju pa okoli 500 mm letno. Gozdov ni. Namakana pobočja gora so primerna za sadjarstvo in živinorejo, zato je večina pizidskih mest zgrajena ravno na teh pobočjih.

## Zgodovina

### Zgodnja zgodovina
Pizidija je bila naseljena že od kamene dobe. Prva naselja  so nastala v obdobju od 8.-3. tisočletja pr. n. št.. Predniki antičnih Pizidijcev so bili v pokrajini naseljeni že pred 14. stoletjem pr. n. št., ker hetitski zapisi omenjajo gorsko mesto Salawassa, ki se istoveti s kasnejšim Sagalassosom. Izgleda, da je bila Pizidija v tistem času del hetitske regije Arzave.
Pizidski jezik je slabo poznan in je domnevno spadal v anatolsko vejo indoevropskih jezikov.
Herodot je Pizidce imenoval Lakuna, čeprav je bilo to samo eno od imen pizidskih plemen, ki so bila naseljena v gorati pokrajini severno od Antalskega zaliva. Pizidci so se na perzijski strani vojskovali proti Grkom.
Pizidci in Pamfilci so bili sprva nedvomno isto ljudstvo, izgleda pa, da so se že zelo zgodaj ločili. Herodot, ki Pizidijcev ne omenja, prišteva Pamfilce med maloazijska ljudstva, medtem ko Efor omenja obe ljudstvi in eno od njih pravilno umešča med ljudstva iz notranjosti, drugo pa med ljudstva z  obalnega pasu Male Azije. Pamfilijo so zaradi njene rodovitnosti že zelo zgodaj kolonizirali Grki, zato je bila bolj civilizirana kot njena soseda v notranjosti Male Azije. Pizidija je ostala divja gorska regija, kateri je bilo zelo težko vladati od zunaj.
V Pizidiji je bila že v hetitskem obdobju množica neodvisnih skupnosti, ki se niso podredile hetitski oblasti. Nekaj bojevitih skupnosti je ostalo neodvisnih tudi od Lidijcev in celo Perzijcev, ki so v 6. stoletju pr. n. št. zasedli Malo Azijo. Perzijci so Malo Azijo zaradi lažjega obvladovanja razdelili na satrapije, kar pa ni preprečilo stalnih nemirov in uporov.

### Helenistično obdobje
Aleksander Veliki je na svojem pohodu proti Perziji osvojil Sagalassos, Termessosu pa se je izognil. Po njegovi smrti je Pizidija pripadla Antigonu Monoftalmu in morda Lizimahu. Za njim je oblast v Pizidiji prevzel Selevk I. Nikator, ustanovitelj sirijske Selevkidske dinastije. Med njegovim vladanjem so začeli na strateško pomembnih mestih v Pizidiji ustanavljati grške kolonije in lokalno prebivalstvo se je v veliki meri heleniziralo. Tudi helenistični kralji niso nikoli imeli popolne oblasti v Pizidiji, deloma tudi zato, ker je bila Mala Azija predmet spora med Selevkidi, Atalidi iz Pergamona in Galati, keltskimi osvajalci iz Evrope. Mesta v Pizidiji so bila med zadnjimi v zahodni Mali Aziji, ki so v celoti prevzela grško kulturo in začela kovati svoj denar.
Z Apamejsko mirovno pogodbo, katero so Antiohu III. Sirijskemu leta 188 pr. n. št. vsilili Rimljani, je Pizidija uradno prešla iz selevkidske pod atalidsko oblast. Po smrti zadnjega pergamonskega kralja Atala III. je Pizidija leta 133 pr. n. št. z njegovo oporoko prešla v rimske roke kot provinca Azija. Kasneje je bila vključena v Kapadoško kraljestvo, ki je ni moglo obvladovati. Pizidijci so se na veliko ukvarjali s piratstvom v Kilikiji, dokler niso Rimljani leta 102 ponovno vzpostavili svoje oblasti.
Leta 39 pr. n. št. je Mark Antonij Pizidijo zaupal galaškemu vazalnemu kralju Amintasu in računal, da bo on ukrotil roparske Homonadezijce s Tavrusa, ki so ogrožali poti med Pizidijo in Pamfilijo. Po Amintasovi smrti v bitki leta 25 pr. n. št. je Pizidija postala del nove province Galatije. Homonadezijce so dokončno uničili leta 3 pr. n. št.

### Rimsko in bizantinsko obdobje
V rimskem obdobju so v Pizidijo naseljevali veterane rimskih legij, s katerimi so ohranjali rimsko oblast. Za koloniste iz revnejših delov Italije je bila zanimiva predvsem obdelovalna zemlja. Pod cesarjem Avgustom so v Pizidiji ustanovili osem kolonij. Najpomembnejši mestni središči sta postali Antiohija in Sagalassos. Provinca se je postopno romanizirala. Uradni jezik je bila vse do konca 3. stoletja latinščina.
Pizidija je bila pomembna za zgodnje širjenje krščanstva. Sveti Pavel je Antiohijo obiskal na vseh svojih misijonarskih potovanjih in pomagal iz nje ustvariti središče nove vere v Mali Aziji. Po Konstantinovi izdaji Milanskega edikta leta 313, po katerem je krščanska vera enakopravna vsem drugim verovanjem v državi, se je tu odigrala pomembna vloga kot metropolitsko mesto in upravno središče krščanske pizidijske province, ustanovljene v 4. stoletju. Njen uradni sedež je postal Parlais. Večina pizidijskih mest je bila močno utrjena, predvsem zaradi državljanskih vojn in vdorov tujcev.
Leta 518 je pokrajino opustošil potres, leta 541-543 epidemija kuge in nato še en potres. Sredi 7. stoletja so Bližnji vzhod začeli osvajati Arabci. Z zasedbo Sirije so prekinili utečene trgovske poti in Pizidija je začela izgubljati svoj pomen. V 8. stoletju so se vdori Arabcev še stopnjevali. V 11. stoletju so jo zasedli Turki Seldžuki in v osrednji Mali Aziji ustanovili Seldžuški sultanat. Oblast v Pizidiji je bila do leta 1176, ko je veliki sultan  Kılıç Arslan I. v Miriokefalonu porazil bizantinskega cesarja Manuela Komnena, izmenoma v bizantinskih in seldžuških rokah. Po njegovem porazu je Pizidija dokončno prišla v turške roke.

## Slavni Pizidijci
- Georgij Pisida, bizantinski pesnik iz 7. stoletja

## Sklic
1. ↑  Pisidic language Arhivirano 2006-07-15 na Wayback Machine.. Pridobljeno dne 28. oktobra 2013.